# Soldaderas

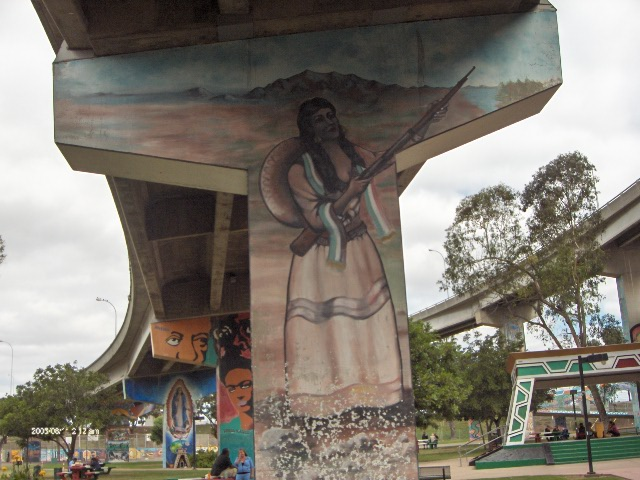
Peinture murale de Soldadera au Chicano Park à San Diego.

En langue espagnole le mot Soldadera désigne des femmes accompagnant des combattants.
Au Mexique elles accompagnent les troupes, vivent aussi dans les casernes et ce, depuis l'époque coloniale et durant tout le XIXe siècle, elles ne combattaient pas, leur rôle se limitant généralement à la logistique, la cuisine, les soins, elles emportaient avec elles leurs enfants, nombre d'entre elles n'étaient que des esclaves sexuelles, les médecins militaires,leur reprochant de propager de nombreuses maladies vénériennes, dont la syphilis parmi les troupes.
Leur rôle fut important durant la Guerre de Réforme durant laquelle elles ne combattirent pas, et durant la Révolution de 1910 et de la guerre civile entre factions révolutionnaires qui suivit le départ de Porfirio Díaz en 1911 la plupart de ces femmes qui étaient d'origine indigène ne combattaient pas et voyageaient a pied, les armées révolutionnaires leur accordant moins de valeur qu'aux chevaux, elles étaient parfois réduites à l'état d'esclaves des soldats révolutionnaires,.
Celles furent de vrais combattantes étaient pour la plupart d'entre elles issues de milieux aisés : Beatriz González Ortega, Angela Jiménez, une des plus connues Petra Herrera combattit dans les troupes de Venustiano Carranza durant la guerre civile entre factions révolutionnaires qui suivit le départ de Porfirio Díaz déguisée en homme sous le nom de Pedro Herrera, les femmes combattantes étant alors très mal acceptées.
Des soldaderas faites prisonnières furent victimes, en décembre 1916, d'un massacre ordonné par Francisco Villa, qui fit fusiller 102 d'entre elles, en représailles d'une défaite lors d'un combat contre des troupes de Venustiano Carranza.
Durant l'intervention française Porfirio Díaz eut une fille née en 1867 nommée Amada avec une soldadera indigène, Rafaela Quinõnes.
Reconnue par son père, Amada Díaz (es) devint l'épouse de Ignacio de la Torre y Mier (es).
L'une d'entre elles, qui participa principalement en tant brancardière, Adela Velarde Pérez (es) inspira un corrido, Adelita.
Composée par le sergent Antonio Gil del Río durant la Révolution mexicaine.
On nomme parfois Adelitas les soldaderas.
Le cinéma mexicain, encouragé par les gouvernements nationalistes issus de le Révolution de 1910 a contribué a créer le mythe de la soldadera devenue ainsi une icône de la révolution de 1910.